# Weekend u Berniego
Weekend u Berniego (ang. Weekend at Bernie's) – amerykańska komedia z 1989 roku w reżyserii Teda Kotcheffa. W rolach głównych wystąpili Andrew McCarthy, Jonathan Silverman i Terry Kiser. Zdjęcia kręcono w Karolinie Północnej i w Nowym Jorku. W 1993 roku powstał sequel filmu pt. Weekend u Berniego 2.

## Fabuła
Film opowiada historię dwóch młodych biznesmenów: Larry'ego Wilsona i Richarda Parkera. Wykrywają oni oszustwo w firmie, w której pracują i informują o tym szefa firmy, Berniego Lomaxa. Szef zaprasza ich do swojego domu na plaży z zamiarem pozbycia się niewygodnych pracowników, ponieważ sam jest zamieszany w to oszustwo. Prawdziwy szef firmy chce pozbyć się Berniego, a młodych biznesmenów chce wrobić w morderstwo.

## Obsada
- Andrew McCarthy – Larry Wilson
- Jonathan Silverman – Richard Parker
- Terry Kiser – Bernie Lomax
- Catherine Mary Stewart – Gwen Saunders
- Don Calfa – Paulie
- Catherine Parks – Tina
- Eloise Broady – Tawny
- Gregory Salata – Marty
- Louis Giambalvo – Vito
- Ted Kotcheff – ojciec Richarda
- Margaret Hall – sekretarka Berniego
- Jason Woliner − rozpieszczony bachor
- Stefanos Miltsakakis − kulturysta Klaus[3]